# تيبي لاركن
تيبي لاركن (بالإنجليزية: Tippy Larkin)‏ مواليد 11 نوفمبر 1917 في غارفيلد، نيوجيرسي - الوفاة 10 ديسمبر 1991 في نيوجيرسي، كان ملاكم محترف أمريكي صنّف ضمن فئة وزن الوسط.

## إحصائيات
خاض خلال مسيرته 153 نزالا، فاز في 136 وتعادل في 1 وخسر في 15. فاز بالضربة القاضية في 59 نزالا.

## روابط خارجية
- تيبي لاركن على موقع بوكس ريك (الإنجليزية) (registration required)